# Фань Бинбин
Фань Бинби́н (кит. упр. 范冰冰, пиньинь Fàn Bīngbīng) (род. 16 сентября 1981) — китайская актриса и певица.

## Биография
Родилась в городе Яньта́й провинции Шаньдун. Выросла она в городе Яньтай, Шаньдун. 
Будущая актриса окончила Яньтайскую среднюю школу № 1, шанхайскую Звёздную школу Се Цзинь и Шанхайскую театральную академию.
В 1997 году получила статус звезды благодаря роли в тайваньской телевизионной комедии «Принцесса Жемчужина» (кит. 還珠格格) и её продолжении 1998 года, в котором помимо неё в главных ролях снимались Чжао Вэй и Руби Линь. В течение следующих нескольких лет она стала одной из наиболее известных актрис в материковом Китае. После достижения успеха в её актёрской карьере также выпустила музыкальные альбомы, позировала для обложек журналов и стала лицом нескольких торговых марок.
В 2007 году актриса открыла свою собственную студию Fan Bingbing Workshop (кит. 范冰冰 工作室). Она также организовала школу искусств в Хуайжоу, Пекин, однако школа на самом деле управлялась её родителями.
В 2015—2019 годах состояла в браке с китайским актёром Ли Ченом (Джерри Ли).

## Скандал с укрыванием налогов
28 мая 2018 года телевизионный ведущий Цуй Юнъюань в социальной сети Вэйбо опубликовал документ, который, по его утверждению, был контрактом на работу, за которую Фань Бинбин получила 10 миллионов юаней (1,6 миллиона долларов США). Хотя большая часть документа была размыта, имя Фан было отчётливо видно. Цуй также разместил изображение другого контракта, на изображении не было видно никаких подробностей, но по утверждению Цуя, второй контракт был связан с первым и был заключён на сумму в 60 миллионов юаней. Не называя конкретных имён (во втором случае), Цуй пояснил, что речь идёт о подписании двойных контрактов, суть которых заключается в том, что с актёром подписывается два контракта: «белый» облагается налогами, а «чёрный», сумма в котором может быть увеличена в десятки раз, — нет. 
Через некоторое время Цуй дал пояснения относительно произошедшего. Свою атаку на Фан он связал с появлением её на съёмочной площадке фильма «Мобильник-2». По утверждению Цуя, первая часть этого фильма, главный герой которого был списан с Цуя и другой известной журналистки Хэ Цзинь, нанёс огромный ущерб обоим журналистам, которые длительное время страдали от прямых ассоциаций с поступками персонажей, срисованных с них. Поэтому Цуй выступил решительно против выхода второй части фильма и публикация контрактов «инь-ян» Фан стала формой демонстрации такого протеста.
3 июня он дал интервью, в котором подтвердил, что второй контракт на 60 млн юаней не был связан с Фань, и заявил, что в телефонном разговоре извинился перед ней за некоторые резкие слова. При этом сама Фань слёзно молила о прощении и клялась, что не знала о том, какой ущерб нанёс фильм, который по сути и сделал её знаменитой. 
Провинция Цзянсу и налоговые органы города Уси, где базируется компания Фань, заявили, что «они расследуют уклонение от уплаты налогов со стороны» определенных профессионалов в области кино и телевидения.
После 1 июля 2018 года Фань Бинбин перестала появляться в социальных сетях, а китайские СМИ не комментировали ее местонахождение.
3 октября 2018 года китайские власти приказали актрисе заплатить около 883 миллиона юаней (около 129 миллионов долларов США) в виде налогов и штрафов. Фань Бинбин также опубликовала публичное письмо, в котором раскаялась и попросила прощения.

## Фильмография
| Год  | Русское название                         | Оригинальное название              | Международное название                  | Роль                       | Примечания                              |                   |
| ---- | ---------------------------------------- | ---------------------------------- | --------------------------------------- | -------------------------- | --------------------------------------- | ----------------- |
| 2001 |                                          | 手足情深                           | Reunion                                 |                            |                                         |                   |
| 2002 |                                          | 河东狮吼                           | The Lion Roars                          | инфанта Пинъань            |                                         |                   |
| 2002 | Любовь с первого взгляда                 | 一见钟情                           | Fall in Love at First Sight             | Цзюцзю                     |                                         |                   |
| 2003 | Сотовый телефон                          | 手机                               | Cell Phone                              | У Юэ                       |                                         |                   |
| 2004 | Хроники Хуаду: Лезвие розы               | 千机变2花都大战                    | The Twins Effect II                     | Хунцзю                     |                                         |                   |
| 2005 | Китайская история                        | 情癫大圣                           | A Chinese Tall Story                    | принцесса                  |                                         |                   |
| 2007 | Битва умов                               | 墨攻                               | A Battle of Wits                        | Июэ                        |                                         |                   |
| 2007 | Зелёное яблоко                           | 青苹果                             | Love To Be Found In Newhere             | Чэн Линь                   |                                         |                   |
| 2007 | Брачные узы                              | 心中有鬼                           | The Matrimony                           | Маньли                     |                                         |                   |
| 2007 |                                          | 爱情呼叫转移                       | Call for Love                           | Чэнь Сяоюй                 |                                         |                   |
| 2007 |                                          | 寄生人                             | Sweet Revenge                           | Чжан Жун                   |                                         |                   |
| 2007 | Потерянные в Пекине                      | 苹果                               | Lost in Beijing                         | Лю Пинго                   |                                         |                   |
| 2007 | Горячая точка                            | 导火线                             | Flash Point                             | Цю Ди                      |                                         |                   |
| 2007 | Любовница по контракту                   | 合约情人                           | Contract Lover                          | Лю Цзао                    |                                         |                   |
| 2007 |                                          | 命运呼叫转移之生之欢歌             | Crossed Lines                           | Нин Сань, Синь Жань        |                                         |                   |
| 2009 | Инцидент в Синдзюку                      | кит. 新宿事件 яп. 新宿インシデント | Shinjuku Incident                       | Лили                       |                                         |                   |
| 2009 | Телохранители и убийцы                   | 十月圍城                           | Bodyguards and Assassins                | Юэжу                       |                                         |                   |
| 2010 | Сирота из рода Чжао                      | 赵氏孤儿                           |                                         | царевна Чжуанцзи           |                                         |                   |
| 2011 | Мой путь                                 | 마이웨이                           | My way                                  | китайская снайперша Сюэлай | эпизодическая роль                      |                   |
| 2011 | Шаолинь                                  |                                    |                                         | Жена Хоу Цзе               |                                         |                   |
| 2013 | Железный человек 3                       | Iron man 3                         | Iron man 3                              | Жена доктора Ву            |                                         |                   |
| 2014 | Императрица Китая                        | 武则天 / 武媚娘传奇                | The Empress of China                    | У Цзэтянь                  | Также продюсер                          |                   |
| 2014 | Белокурая невеста из Лунного королевства | 白髮魔女傳之明月天國               | The White Haired Witch of Lunar Kingdom | Лян Ничан                  |                                         |                   |
| 2014 | Люди Икс: Дни минувшего будущего         | X-Men: Days of Future Past         |                                         | Кларис Фергюсон / Блинк    |                                         |                   |
| 2015 | Жизнь несравненной красавицы             | 王朝的女人·杨贵妃                  | Lady of the Dynasty                     | Ян-гуйфей                  | 2016                                    | Отпетие напарники |
| 2018 | Легенда о Ба Цин                         | 巴清傳                             | The Legend of Ba Qing                   | Ба Цин                     | Альтернативное название — Win the World |                   |
| 2022 | Русалка и дочь короля                    | King's Daughter                    | King's Daughter                         | Русалка                    |                                         |                   |

## Награды и премии
- Премия «Сто цветов» за лучшую женскую роль (2004)
- Премия кинофестиваля «Золотая лошадь» за лучшую роль второго плана (2007)